# PKP-Baureihe MBxd2
Die Fahrzeuge mit der Bezeichnung MBxd2 sind Schmalspur-Triebwagen der Polnischen Staatsbahn PKP für die Spurweiten 750 und 1000 mm.

## Geschichte
Zur Erneuerung des Fahrzeugsparks der Schmalspurbahnen der PKP entwickelte die Lokomotivfabrik „23. August 1944“ (FAUR) in Bukarest (Rumänien) einen vierachsigen Schmalspurtriebwagen unter der Typenbezeichnung A20D-P. 1984 wurden zwei meterspurige Prototypen gebaut und im März 1985 an die PKP abgeliefert. Sie erhielten die Nummern 301 und 302 und aufgrund ihrer Bauart die Bezeichnung „MBxd2“. Obwohl dies eigentlich keine Baureihenbezeichnung ist, sondern nur eine Verschlüsselung von Merkmalen, handelt es sich faktisch um eine einzige Baureihe, da es bei den PKP keine anderen Fahrzeuge mit dieser Merkmalkombination gibt.
Die einzelnen Buchstaben der Bezeichnung MBxd2 stehen für
- M: Schmalspurtriebwagen (motorowy)
- B: zweite Klasse
- x: vier Achsen
- d: Hochdruckverbrennungsmotor
- 2: hydraulische Kraftübertragung

1985 wurde die Serienfertigung mit acht Triebwagen für Meterspur aufgenommen. Von den Prototypen unterscheiden sie sich vor allem durch die gesickten Seiten- und Frontbleche. 1986 wurden 20 Triebwagen für 750 mm gebaut und zwei weitere Triebwagen für 1000 mm nachgeliefert. Bei den MBxd2 für 750 mm wurde mit Rücksicht auf die Streckenverhältnisse durch eine geänderte Getriebeübersetzung die Höchstgeschwindigkeit auf 40 km/h reduziert (60 km/h für 1000 mm). Die Serienfahrzeuge erhielten die Nummern 303–312 (1000 mm) und 210–229 (750 mm).
Von 1984 bis 1988 wurden 100 äußerlich ähnliche Personenwagen der Bauart „Bxhpi“ mit der Herstellerbezeichnung „A208P“ an die PKP geliefert. Diese liefen jedoch nur in Ausnahmefällen (vor allem bei der Gdańska Kolej Dojazdowa) hinter Triebwagen der Bauart MBxd2 und wurden gewöhnlich in lokbespannten Zügen eingesetzt.
Während die MBxd2 für 1000 mm an alle vier meterspurigen Schmalspurbahnen der PKP geliefert wurden, reichte die ausgelieferte Stückzahl an Triebwagen für 750 mm nur für einige ausgewählte Bahnen. Die MBxd2 gingen ab Werk an die folgenden Bahnen:
- Gdańska Kolej Dojazdowa (Nowy Dwór Gdański und Lisewo, 750 mm)
- Greifenberger Kleinbahn/Gryficka Kolej Dojazdowa (Gryfice, 1000 mm)
- Koszalińska Kolej Dojazdowa (Koszalin, 1000 mm)
- Krośniewicka Kolej Dojazdowa (Krośniewice, 750 mm)
- Opalenicka Kolej Dojazdowa (Opalenica, 750 mm)
- Piaseczyńska Kolej Dojazdowa (Piaseczno, 1000 mm)
- Stargardzka Kolej Dojazdowa (Dobra Nowogardzkie, 1000 mm)
- Śmigielska Kolej Dojazdowa (Śmigiel, 750 mm)

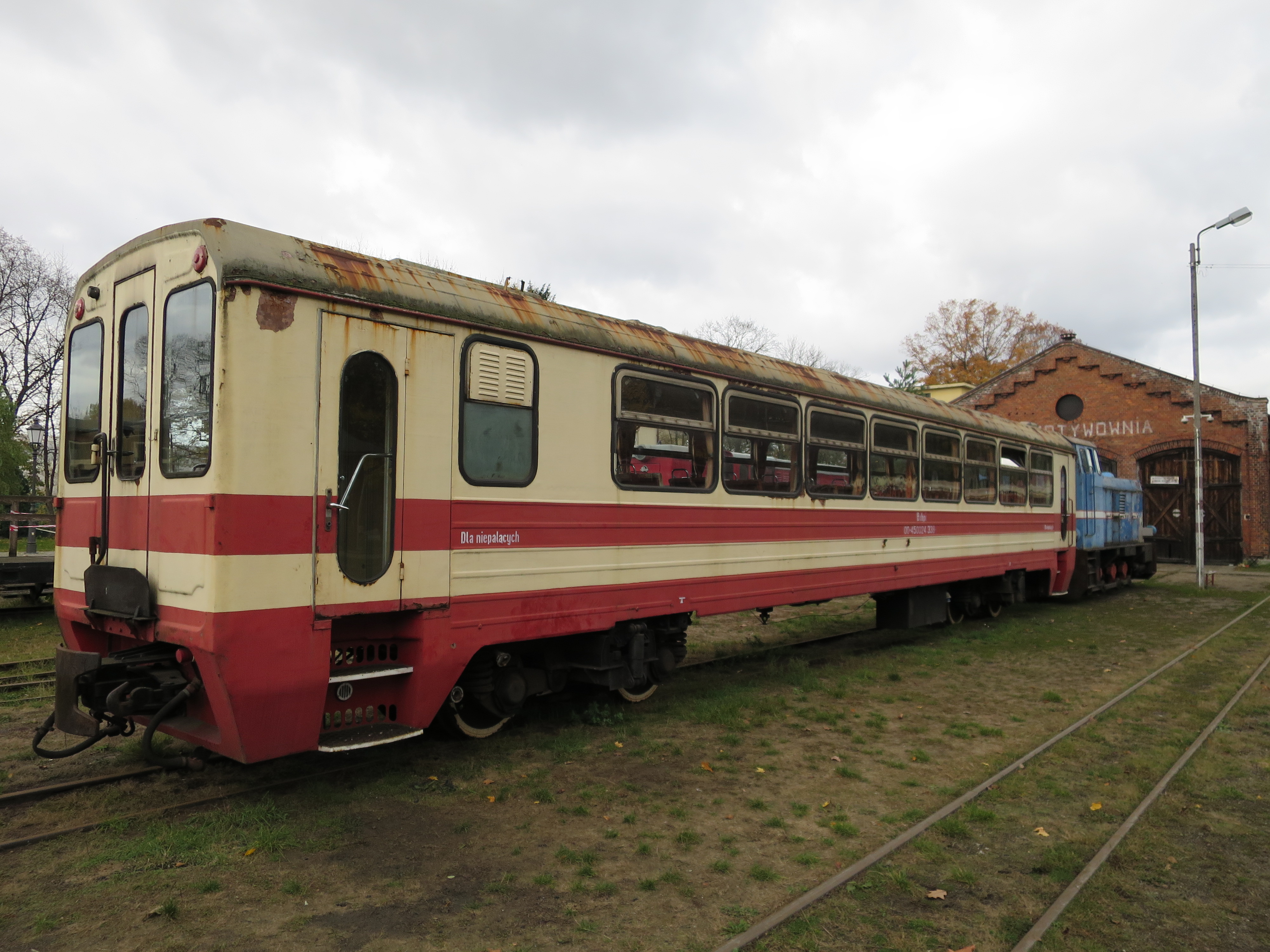
Beiwagen Gattung Bxhpi

Bereits ab 1989 kam es zu Umsetzungen, als nach Einstellung des Personenverkehrs auf der Piaseczyńska Kolej Dojazdowa deren beide MBxd2 zur Stargardzka Kolej Dojazdowa und Koszalińska Kolej Dojazdowa gelangten.
Die Krośniewicka Kolej Dojazdowa hatte Probleme mit der Unterhaltung der Triebwagen, so dass vier ihrer sechs MBxd2 schon nach wenigen Jahren abgestellt werden mussten.
Zu umfangreichen Umsetzungen kam es 1996 mit Einstellung des Personenverkehrs bei der Opalenicka Kolej Dojazdowa und der Gdańska Kolej Dojazdowa. Die überzählig gewordenen MBxd2 kamen zur Śmigielska Kolej Dojazdowa und zur Ełcka Kolej Dojazdowa in Ełk, die bis dahin keine Triebwagen hatte. Drei der freigesetzten Triebwagen wurden verschrottet. 1999 bzw. 2000 erhielten durch Umsetzungen auch die Krotoszyńska Kolej Dojazdowa in Pleszew und die Średzka Kolej Dojazdowa in Środa erstmals jeweils einen MBxd2. Bei Einstellung des Personenverkehrs auf allen Schmalspurbahnen der PKP im Juni 2001 war somit die Rogowska Kolej Dojazdowa die einzige Bahn mit regulärem Personenverkehr, die keine MBxd2 erhalten hatte.
Nach der Wiederaufnahme des Personenverkehrs in den Folgejahren auf einigen der polnischen Schmalspurbahnen durch private Gesellschaften im Auftrag der örtlichen Kommunen kamen auch einige der MBxd2 wieder zum Einsatz. Von den MBxd2 für 750 mm stehen drei Stück bei der Śmigielska Kolej Dojazdowa sowie jeweils einer bei der Krośniewicka Kolej Dojazdowa und der jetzt als Pleszewska Kolej Lokalna bezeichneten ehemaligen Krotoszyńska Kolej Dojazdowa für den regulären Personenverkehr zur Verfügung. Zwei weitere dienen bei der Ełcka Kolej Dojazdowa und einer bei der jetzt als Żuławska Kolej Dojazdowa bezeichneten ehemaligen Gdańska Kolej Dojazdowa dem Touristenverkehr.
Auf keiner der Meterspurbahnen wurde wieder ein regulärer Personenverkehr aufgenommen, so dass die bei der Gryficka Kolej Dojazdowa und der Piaseczyńska Kolej Dojazdowa vorhandenen MBxd2 nur dem Touristenverkehr dienen. Aufgrund des Überhangs an meterspurigen MBxd2 übernahm die Żuławska Kolej Dojazdowa einen davon zur Umspurung auf 750 mm. 

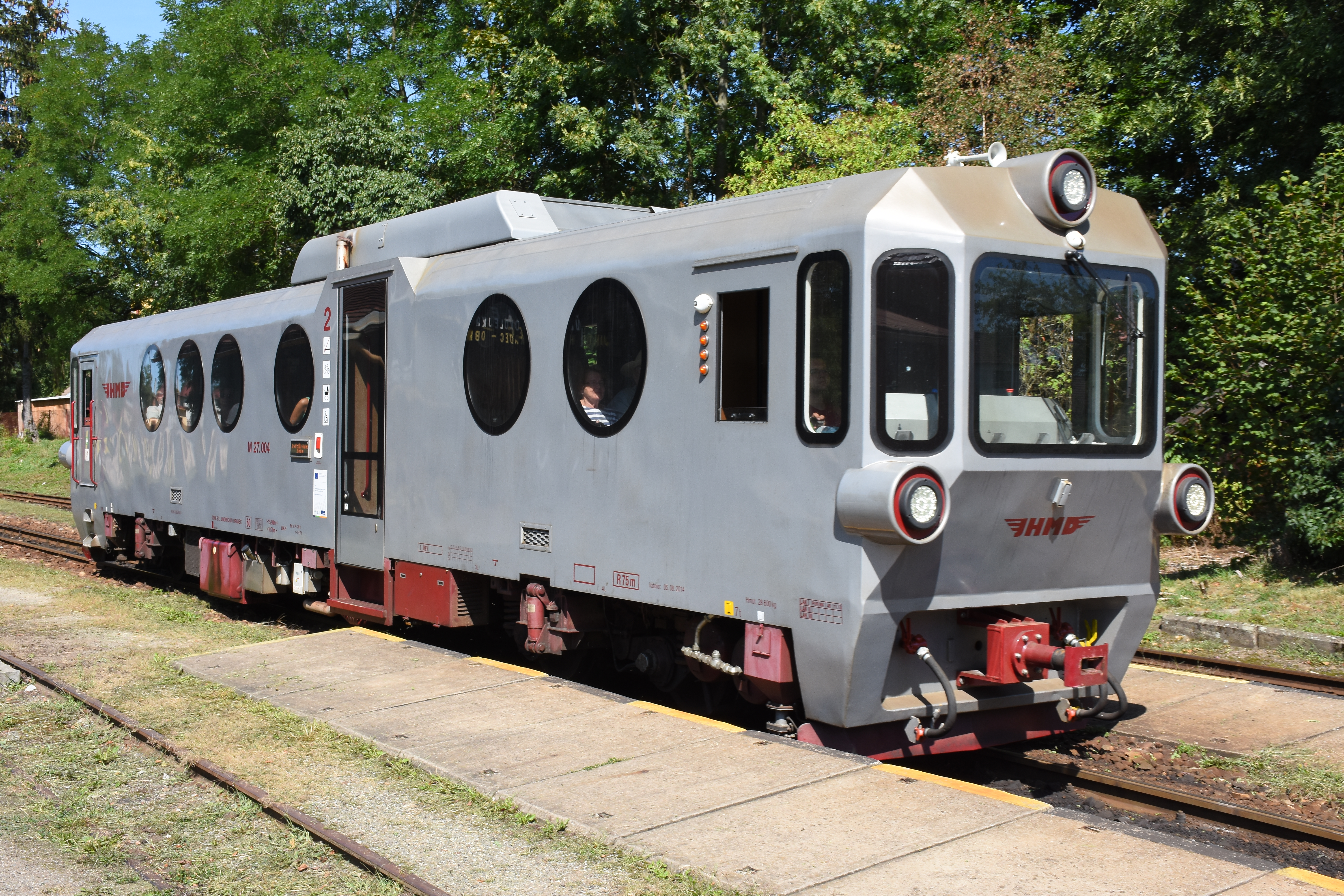
Modernisierter M 24.004 der JHMD (2016)

Je zwei Triebwagen beider Spurweiten wurden von der Jindřichohradecké místní dráhy (JHMD) in Tschechien als M 24.001 bis M 24.004 übernommen. Sie wurden dort auf 760 mm umgespurt und umfassend umgebaut. Technische Mängel und die Unbeliebtheit der Fahrzeugen bei den Reisenden führten jedoch rasch zur Abstellung der Fahrzeuge.